# Metamorfosen (Van Kruiningen)
Metamorfosen zijn twee artistieke kunstwerken in Amsterdam Nieuw-West.
Kunstenaar Harry van Kruiningen kreeg rond 1959 de opdracht van de gemeente Amsterdam de zijwanden van de luifel boven de toegang van het dan nog te bouwen Cartesius Lyceum aan de Piet Mondriaanstraat 140 op te fleuren. Hij kwam met twee glasmozaïeken van elk circa 10 m² groot met als basis Metamorfosen van Publius Ovidius Naso. Het glasmozaïek is aangebracht op twee tegelwanden voorzien van tegels van 30 bij 30 cm. De tableaus zijn grotendeels abstract, maar er zijn ook figuratieve details te herkennen als bomen, gondels en mensfiguren. Beide tableaus hebben een verwijzende tekst. Een verwijst naar "Ovidius Metamorfosis XIV 550" met de naam van de kunstenaar; het ander vermeldt alleen "5535".
De twee in de loop der jaren verwaarloosde tableaus zijn onder inspanning van Werkgroep Monumentale Kunst van Erfgoedvereniging Heemschut in 2020 gerestaureerd. Er werd overleg gepleegd met de school en de gemeente om beschadigingen (denk aan verf, stickers, schroeven etc) te herstellen en ontbrekende delen weer aan te vullen. Werkzaamheden werden verricht door Atelier Constant uit Breda.

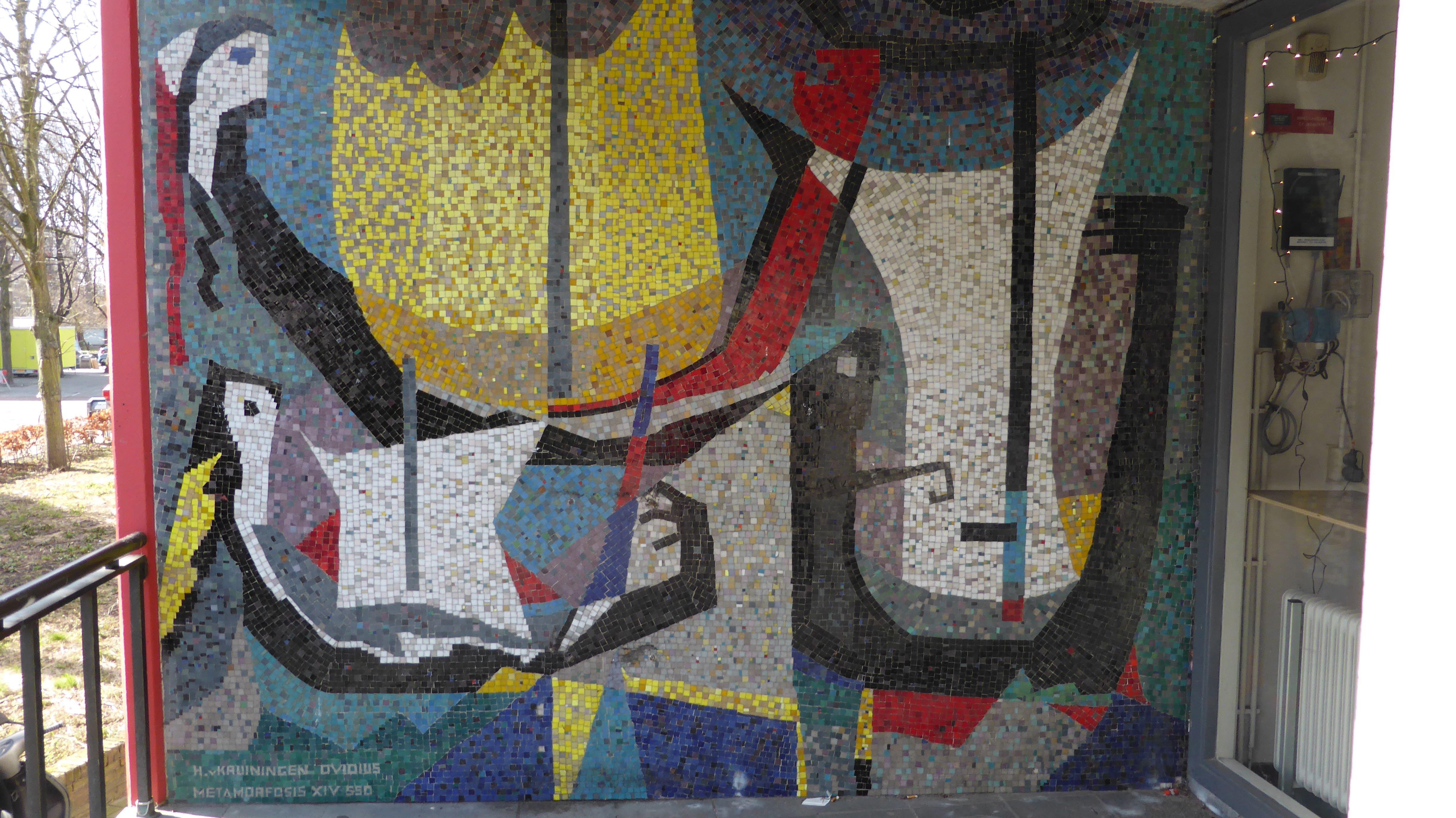
Linker tableau (2015); naam en titel linksonder

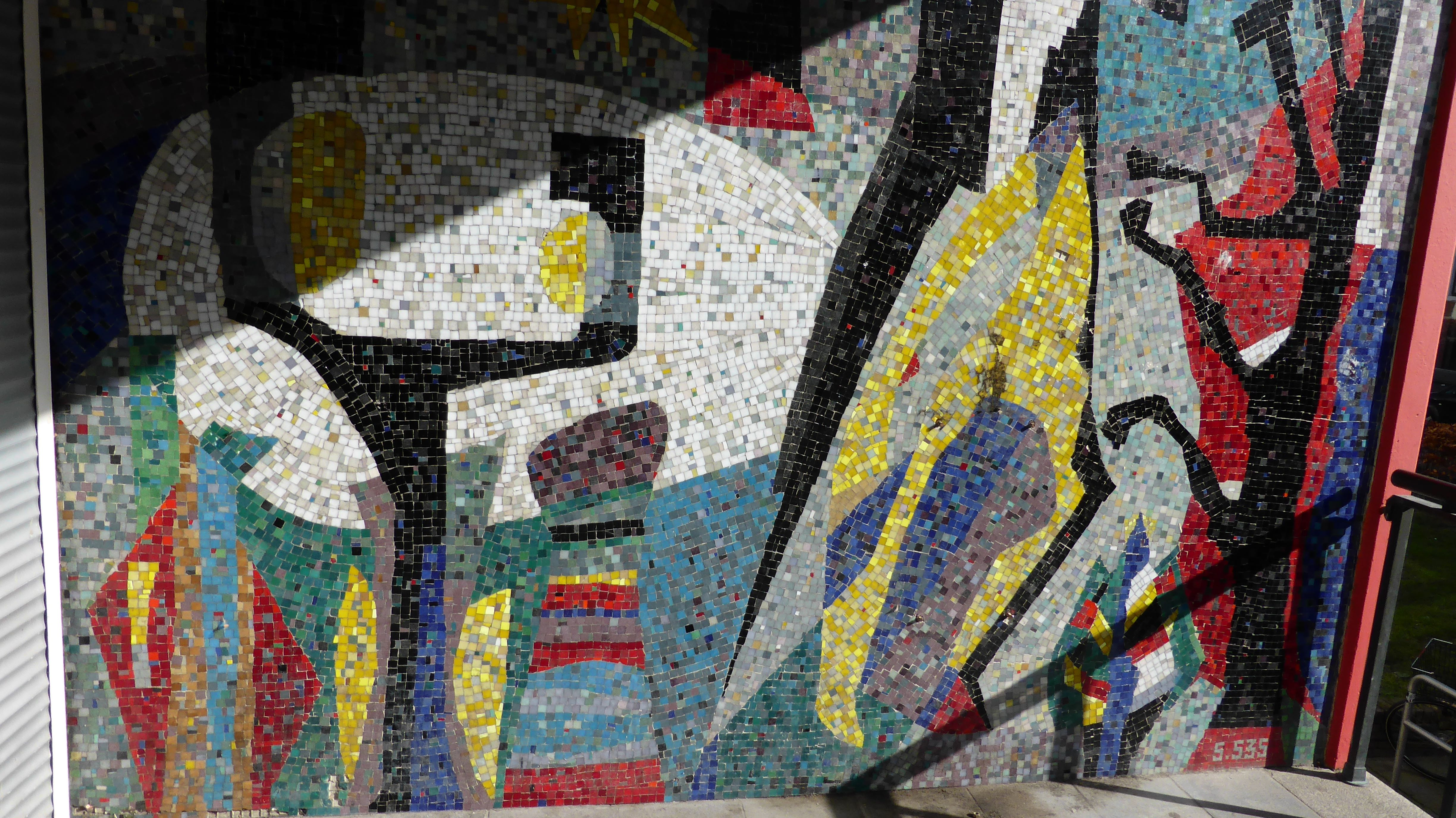
Rechter tableau (2015); titel rechtsonder